# Glaucorhoe eliela
Glaucorhoe eliela là một loài bướm đêm trong họ Geometridae.